# Robert Alberdingk Thijm
 (janvier 2019).
Si vous disposez d'ouvrages ou d'articles de référence ou si vous connaissez des sites web de qualité traitant du thème abordé ici, merci de compléter l'article en donnant les références utiles à sa vérifiabilité et en les liant à la section « Notes et références ».
Robert Alberdingk Thijm, né le 6 octobre 1965 à Bussum, est un scénariste néerlandais.

## Filmographie

### Cinéma et téléfilms
- 1991 : Meneer Rommel
- 1995 : De Buurtsuper (nl)
- 1997 : Zeeuws Meisje (nl)
- 1999 : De Daltons (nl)
- 2001 : Monte Carlo[2]
- 2002 : Dunya & Desie (nl)[3]
- 2006 : Waltz
- 2007 : De Daltons, de jongensjaren (nl)
- 2007 : Dunya en Desie in Marokko (nl)
- 2012 : A'dam - E.V.A. (nl)
- 2012 : Tricked[4]